# Đài tưởng niệm Niederwald

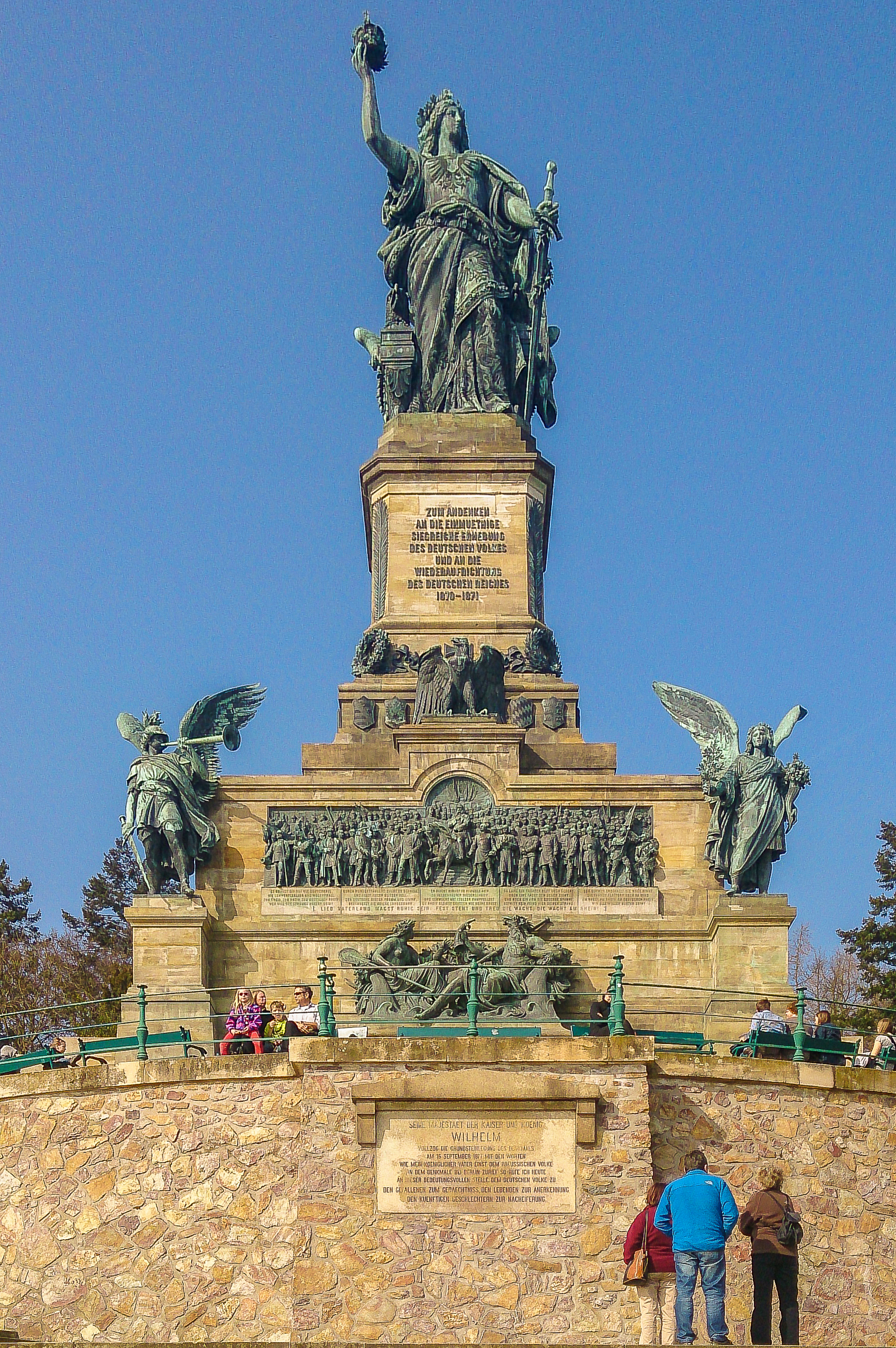
Đài tưởng niệm Niederwald 2014

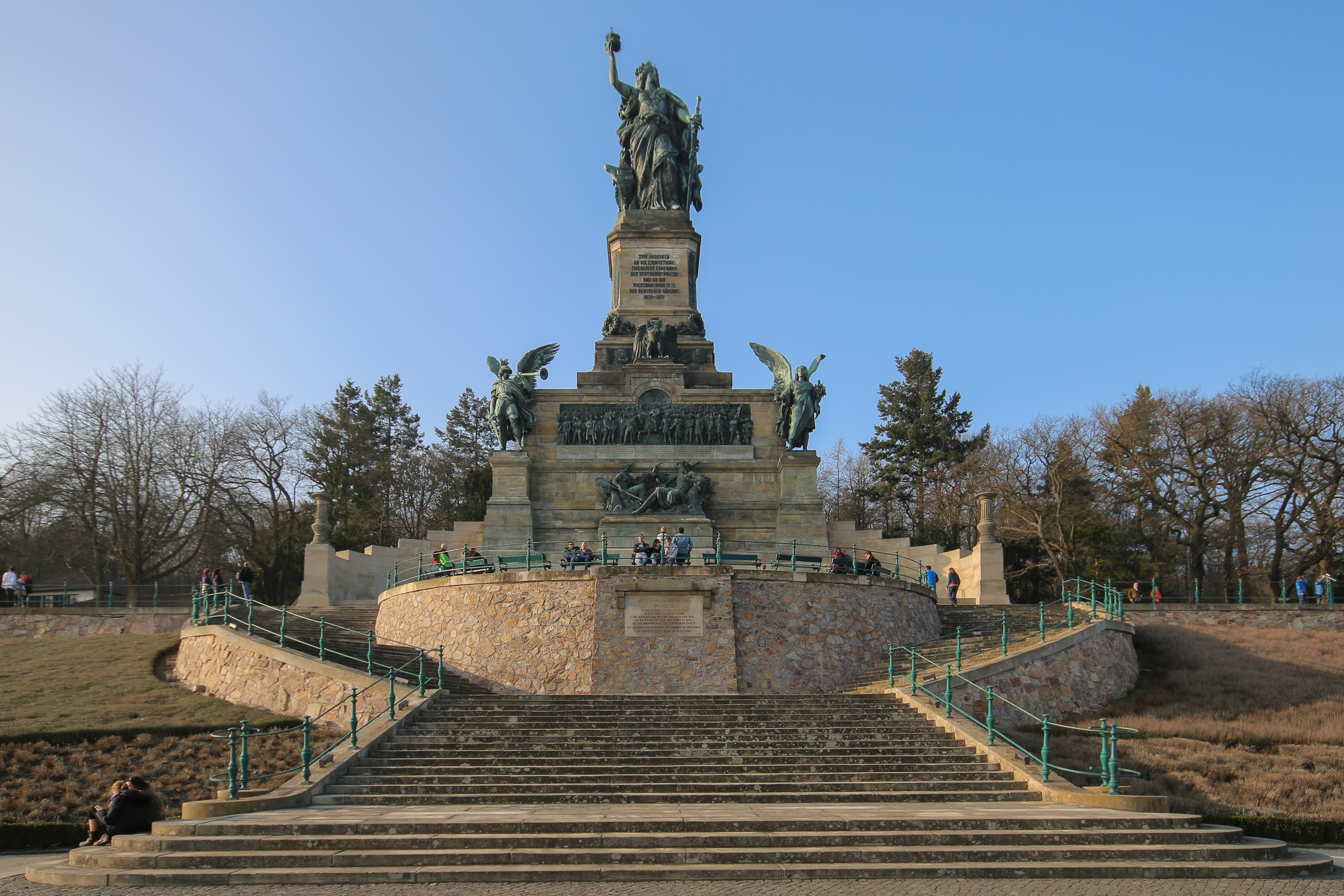
Đài tưởng niệm Niederwald 2006

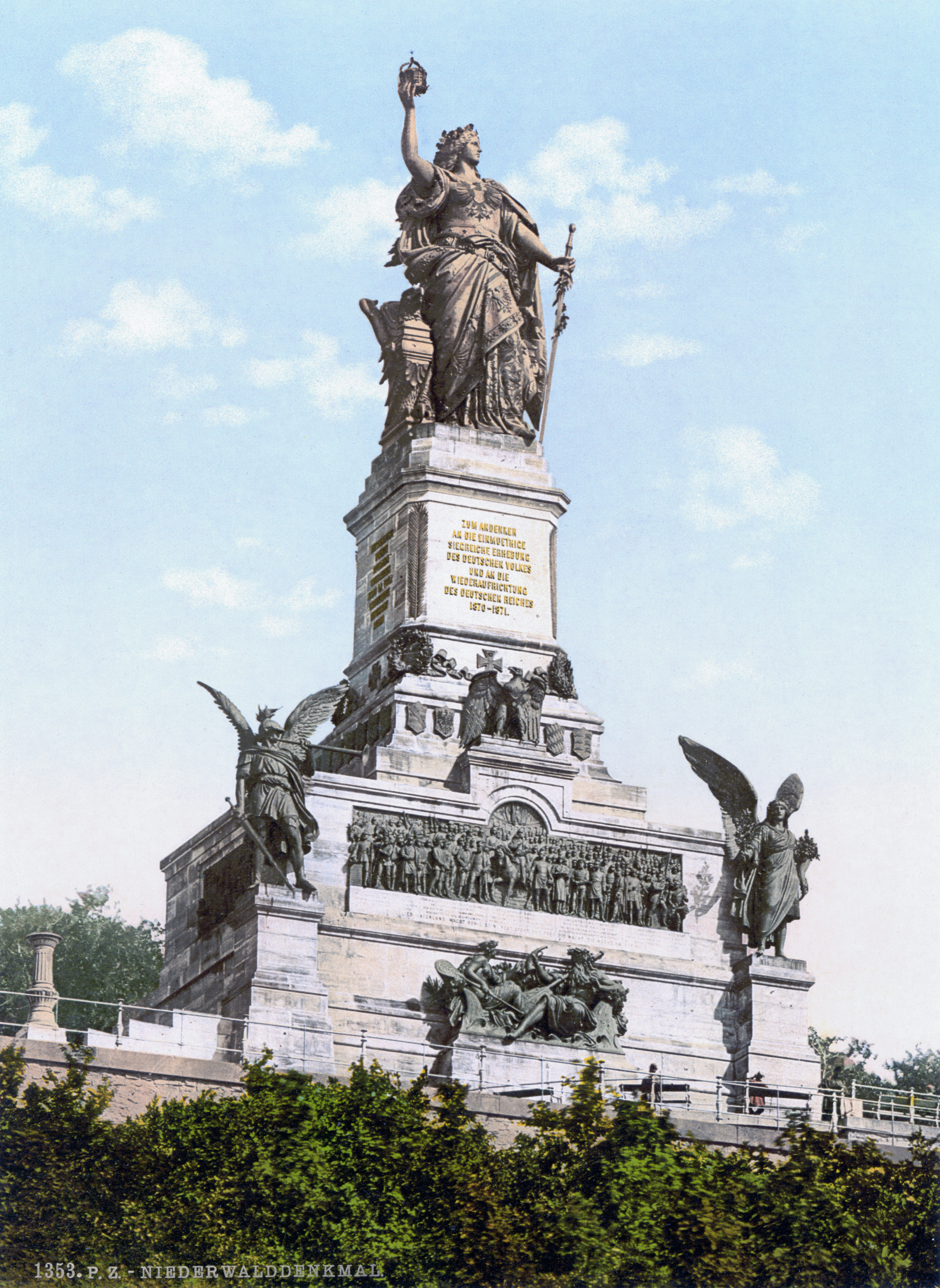
Đài tưởng niệm Niederwald 1900

Đài tưởng niệm Niederwald là một công trình kiến trúc tọa lạc tại công viên Niederwald, gần Rüdesheim am Rhein ở Hessen, Đức.
Từ năm 2002 đài tưởng niệm này là một phần của Di sản thế giới Oberes Mittelrheintal.

## Lịch sử
Công trình kiến trúc này được thiết kế để kỷ niệm sự thành lập của đế quốc Đức sau khi chiến tranh Pháp-Phổ kết thúc. Tảng đá đầu tiên được đặt vào ngày 16 tháng 9 năm 1871, bởi Wilhelm I. Nhà điêu khắc là Johannes Schilling, và kiến trúc sư là ông Karl Weisbach. Việc chi phí cho công trình được phỏng chừng tốn khoảng 1 triệu gold mark. Hoạch định và xây cất mất tổng cộng 12 năm, chỉ riêng việc xây dựng mất 6 năm. Nó được khánh thành vào ngày 18 tháng 9 năm 1883. Công trình cao 38m tiêu biểu cho sự thống nhất của tất cả người Đức.

## Tượng
Chính giữa đài là tượng Germania cao 12,5m. Đây là tượng một người phụ nữ với ngai vua bên tay phải, còn bên tay trái cầm một thanh kiếm, cả hai được quấn với lá nguyệt quế, tượng trưng cho sự chiến thắng. Trong khi đầu bà lại được đeo vòng lá sồi, quanh một mái tóc dài tung bay theo gió. Cây sồi được xem là cây của nước Đức, lá sồi có một biểu tượng ở Đức như lá phong đối với người Canada.

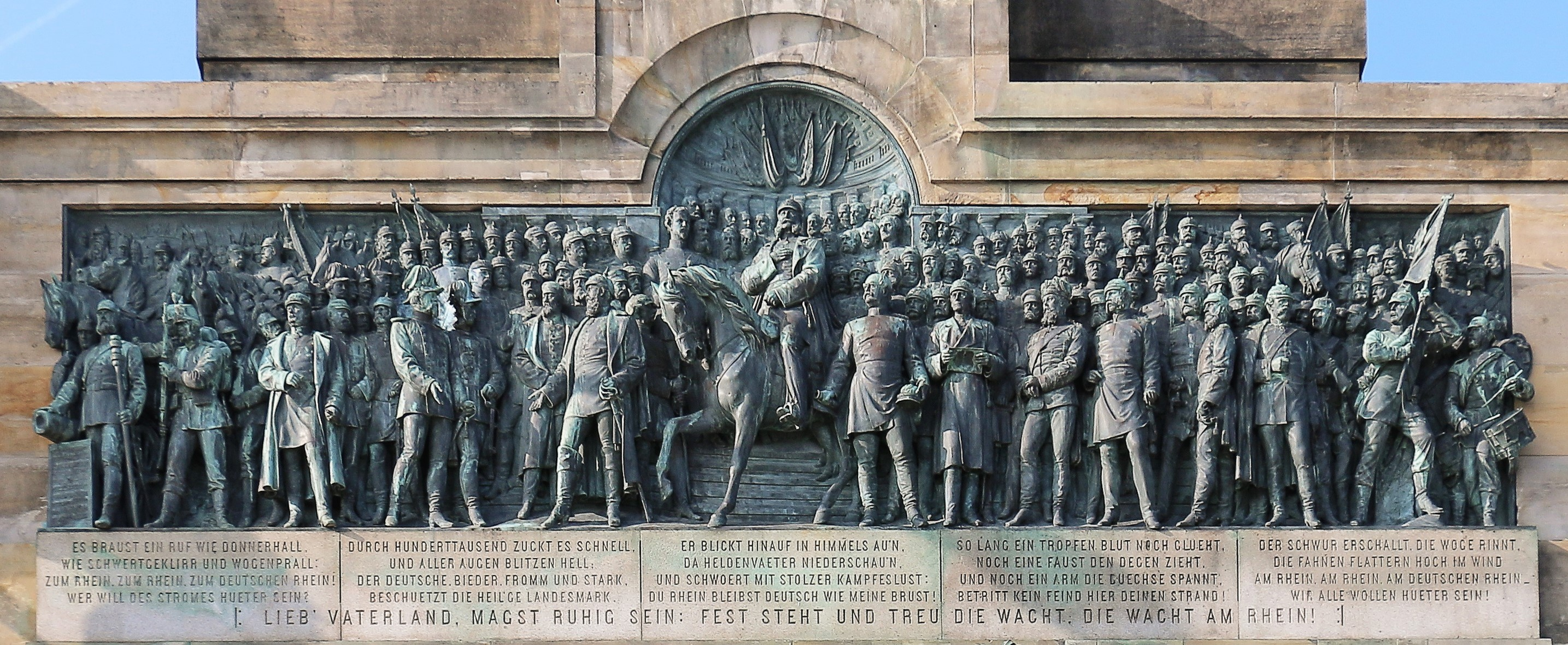
lời của bản nhạc Wacht am Rhein dưới bậc chính.

Phía dưới tượng Germania là một bậc chính có hình hoàng đế Wilhelm I cưỡi ngựa, cùng với tướng tá và binh lính. Bậc này có khắc lời bản nhạc Die Wacht am Rhein.
Bên trái của công trình kiến trúc là tượng hòa bình, Tượng chiến tranh nằm ở bên phải. 

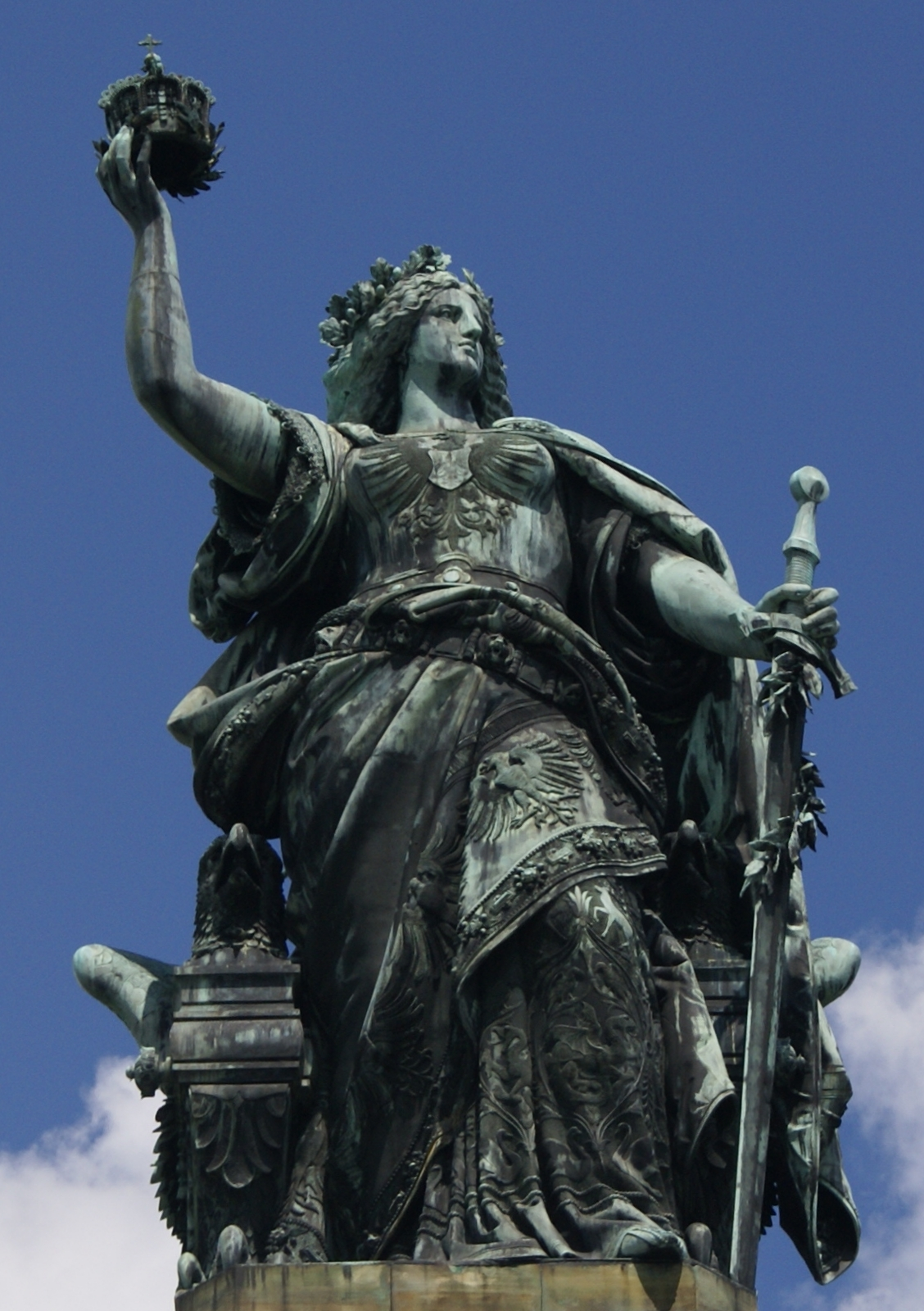
Tượng Germania
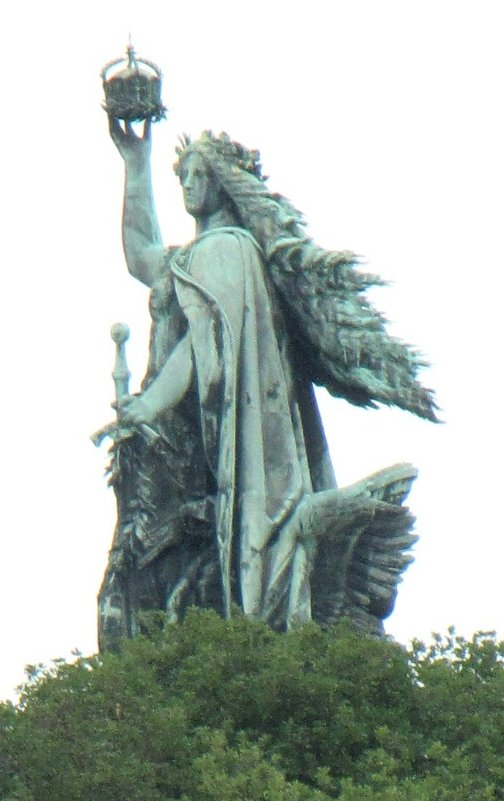
Tượng Germania
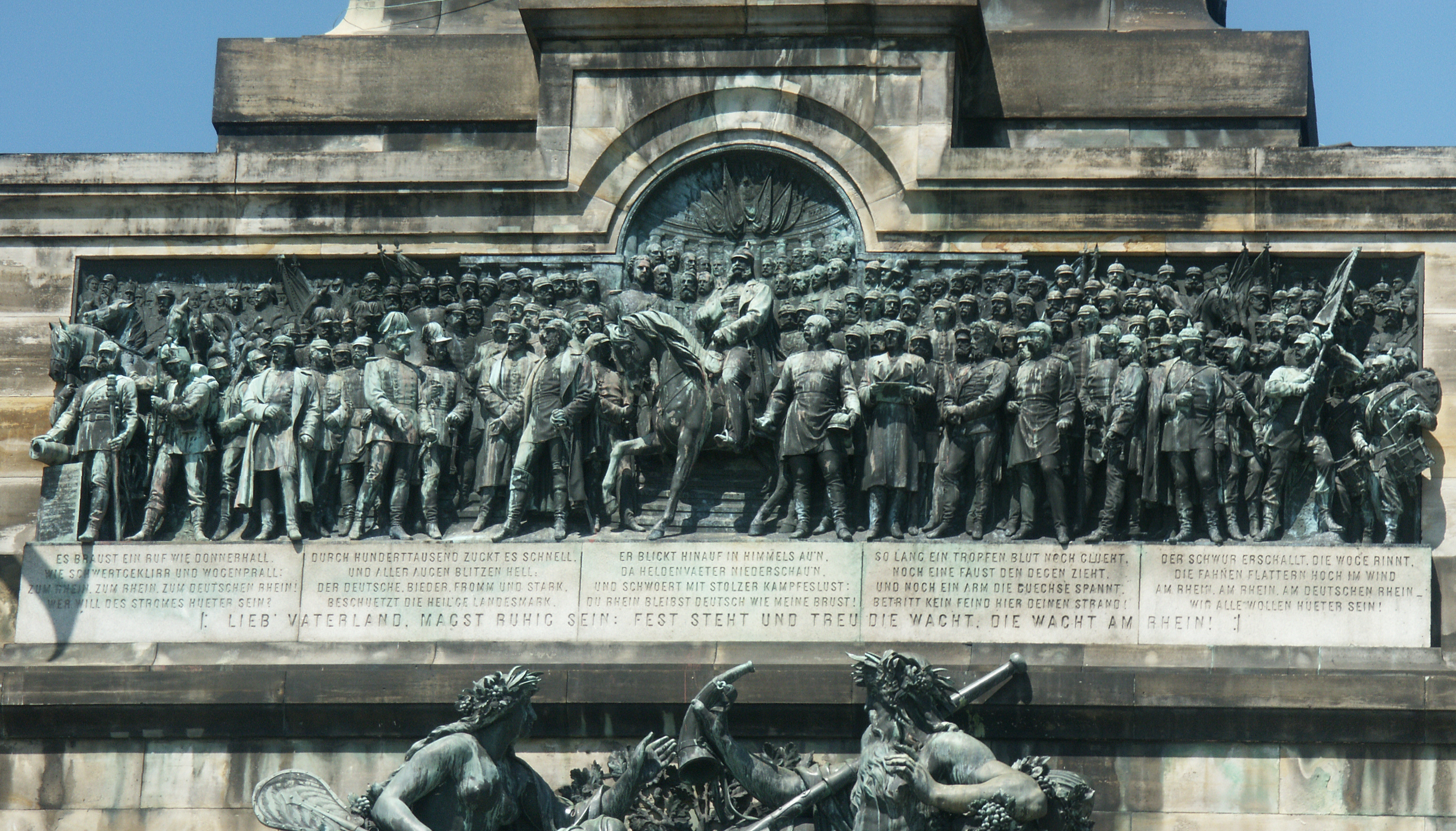
Lời bản nhạc Die Wacht am Rhein
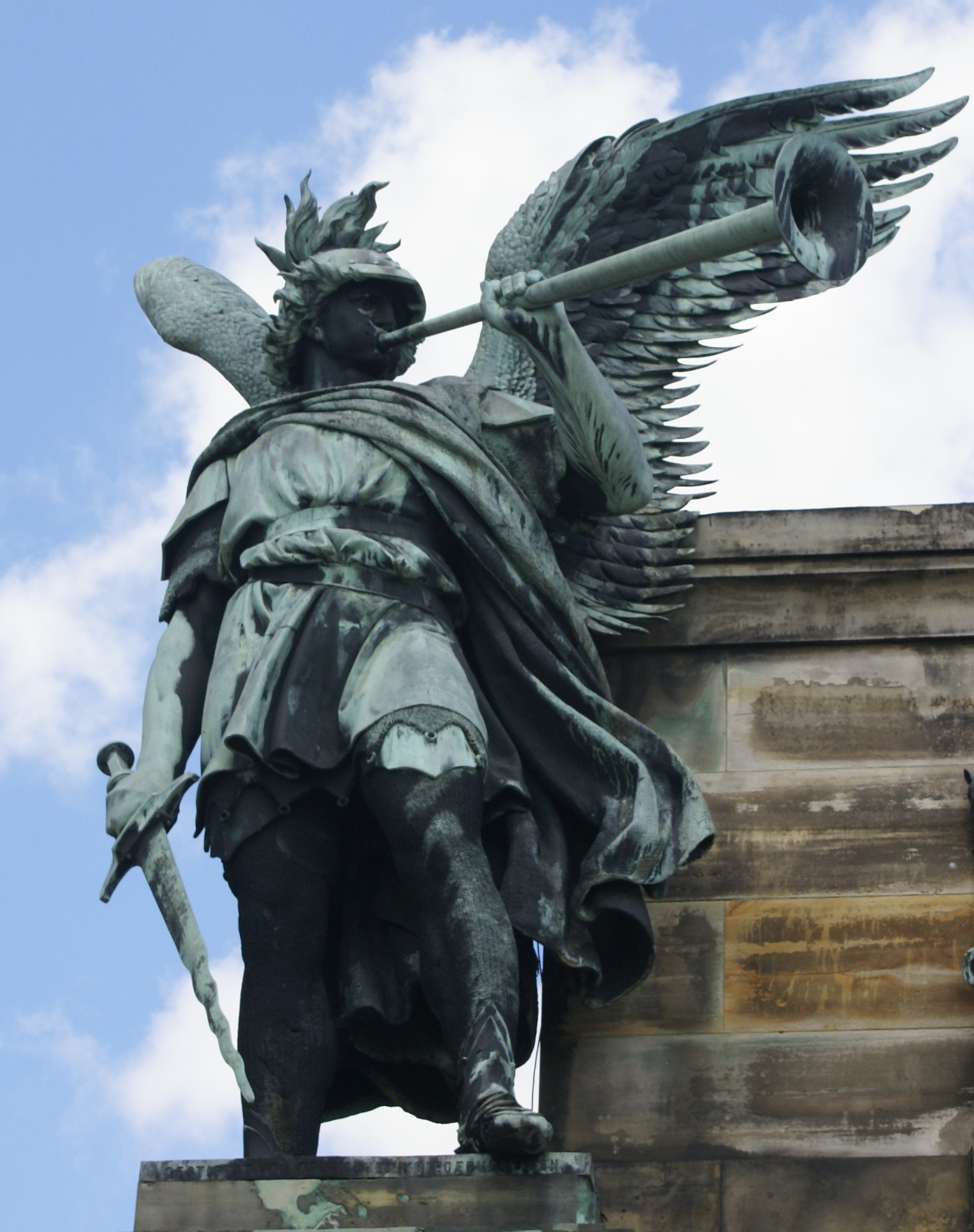
Chi tiết Tượng chiến tranh
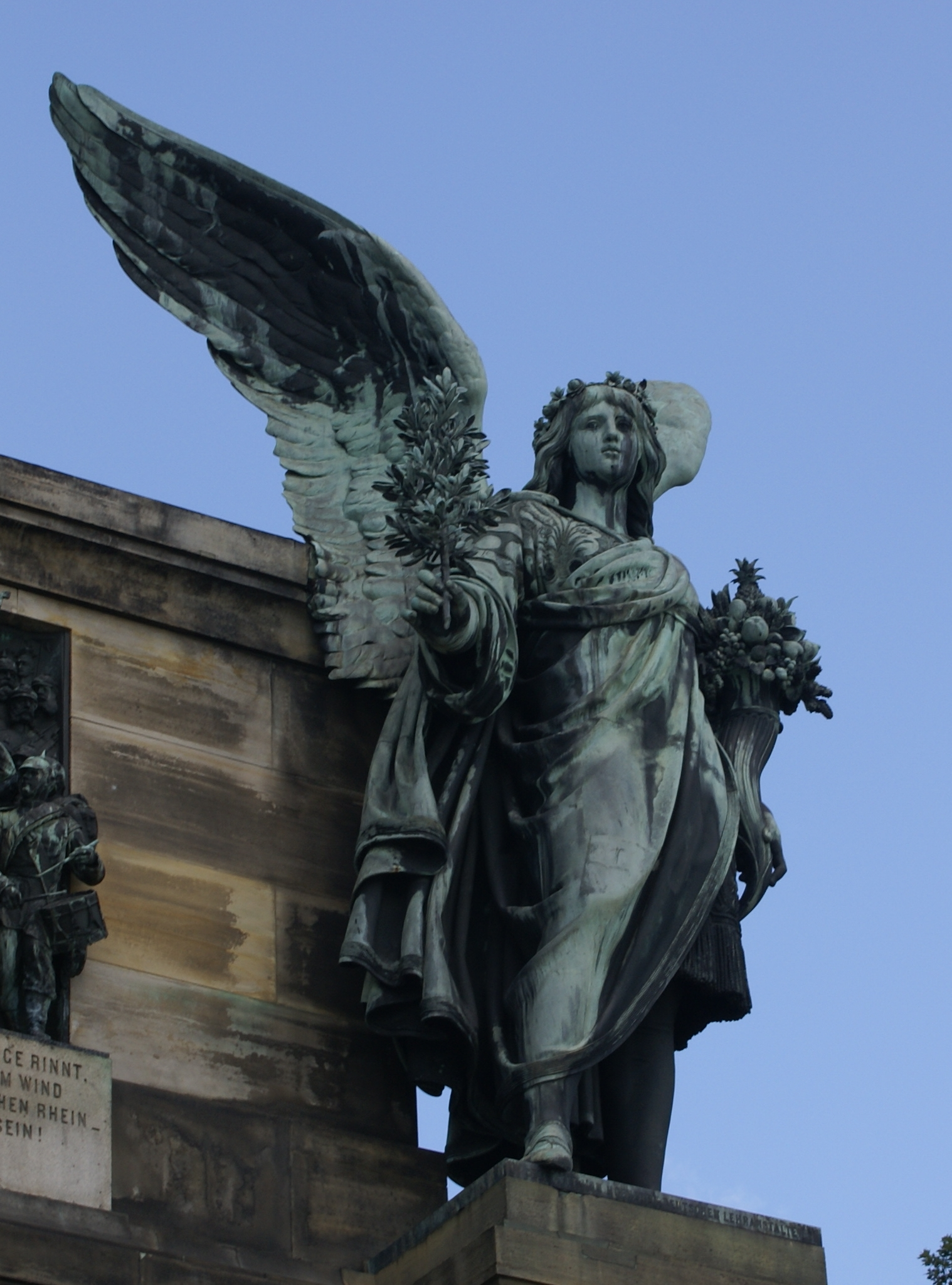
Chi tiết Tượng hòa bình.

## Vị trí
Niederwald là một ngọn đồi rộng nằm ở bên phải bờ sông Rhein, giữa sông đó và sông Wisper, đối diện với Bingen am Rhein. Ngọn đồi được phủ bởi rừng sồi và Fagus. Phía Nam và Tây của đồi này mà dẫn tới Rüdesheim am Rhein và Assmannshausen ở sông Rhein, được bao phủ bởi những vườn nho, mà sản xuất những rượu nho ngon nhất của vùng. Công trình kiến trúc nằm ở bìa rừng, bên sườn đồi trên Rüdesheim.
Chỗ này được chọn vì nằm cạnh sông Rhein, một biểu tượng quan trọng của người Đức. Vì ở đây xảy ra nhiều biến cố lịch sử Đức, cũng như là thế giới huyền thoại và cổ tích Đức. Từ Chiến tranh Liên minh thứ nhất cho tới khi Napoleon bị lật đổ, trong 20 năm Rhein là ranh giới giữa Pháp và Đức. Nhiều lính Đức đã hát bài Die Wacht am Rhein, khi họ ra chiến trường trong cuộc chiến 1870/71. Sau khi chiến thắng, họ đã lấy vùng đất Elsass-Lothringen, đẩy lùi Pháp ra khỏi bờ bên trái sông Rhein. Sông Rhein ngoại trừ ngọn và cửa sông trở thành con sông của nước Đức.

## Die Wacht am Rhein
Die Wacht am Rhein là một bản nhạc chính trị, mà trong đế quốc Đức từ năm 1871 bên cạnh bản Heil dir im Siegerkranz có tầm quan trọng như là một bản quốc ca không chính thức. 
Lời vào năm 1840 được viết bởi Max Schneckenburger. Nhưng mãi đến tháng 3 năm 1854 mới được Karl Wilhelm phổ nhạc. Sau khi được trình diễn tại buổi lễ kỷ niệm 25 năm đám cưới của ông hoàng, mà sau này trở thành hoàng đế Wilhelm I, nó rất được ưa chuộng, và càng phổ thông hơn sau cuộc chiến 1870/71.

## Hình ảnh

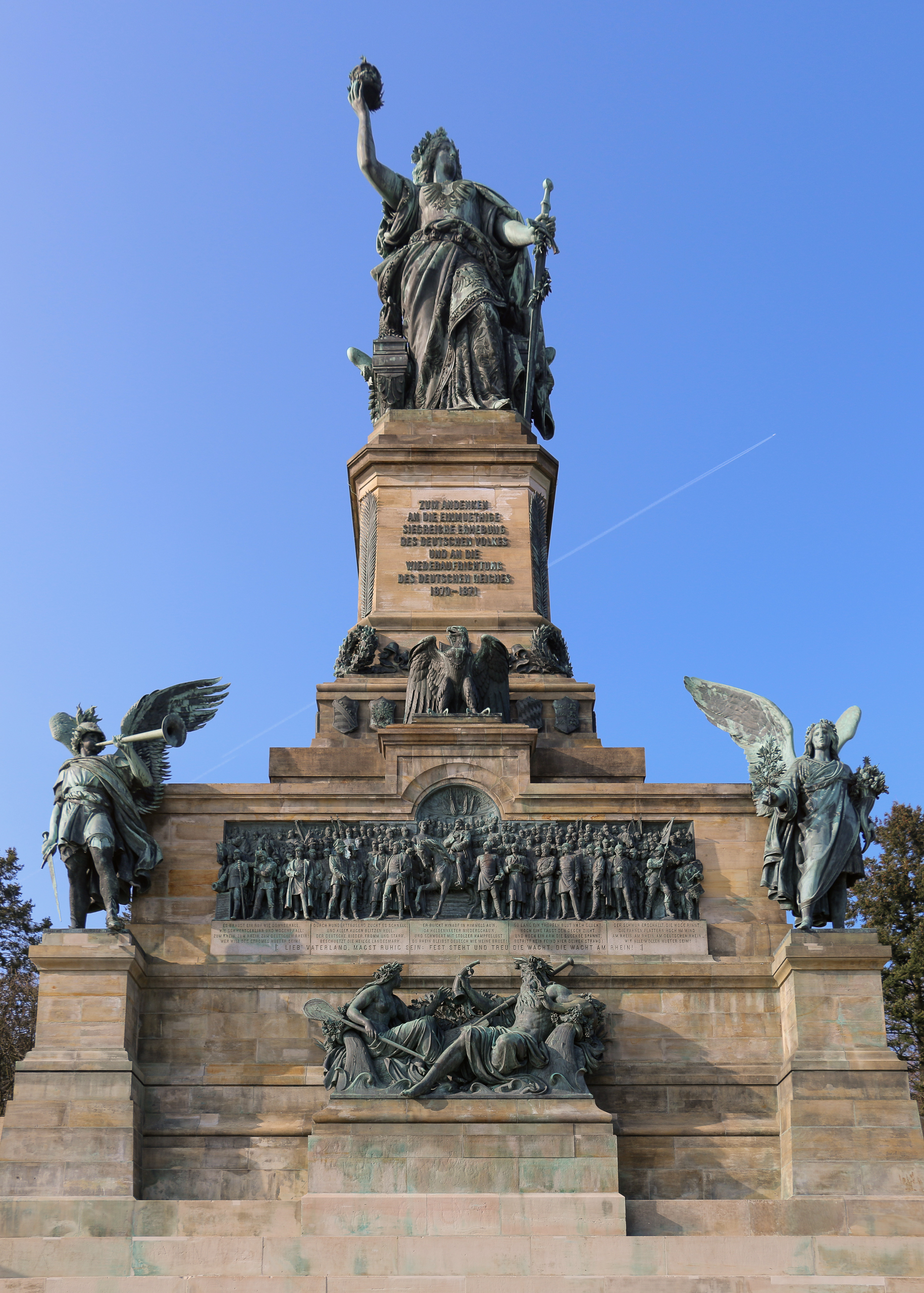
Tượng Germania trên bậc chính.
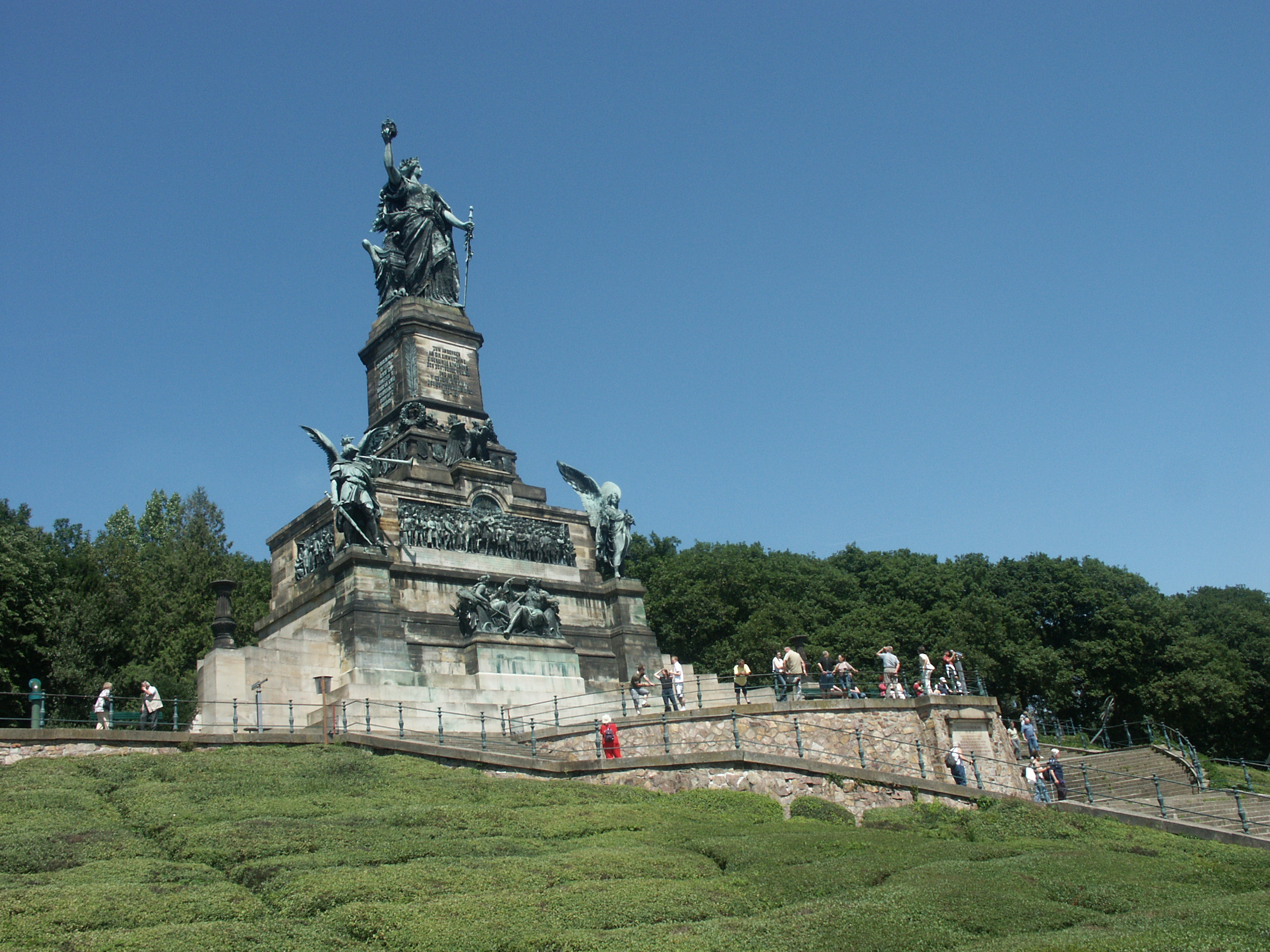
Nhìn từ xa tới.
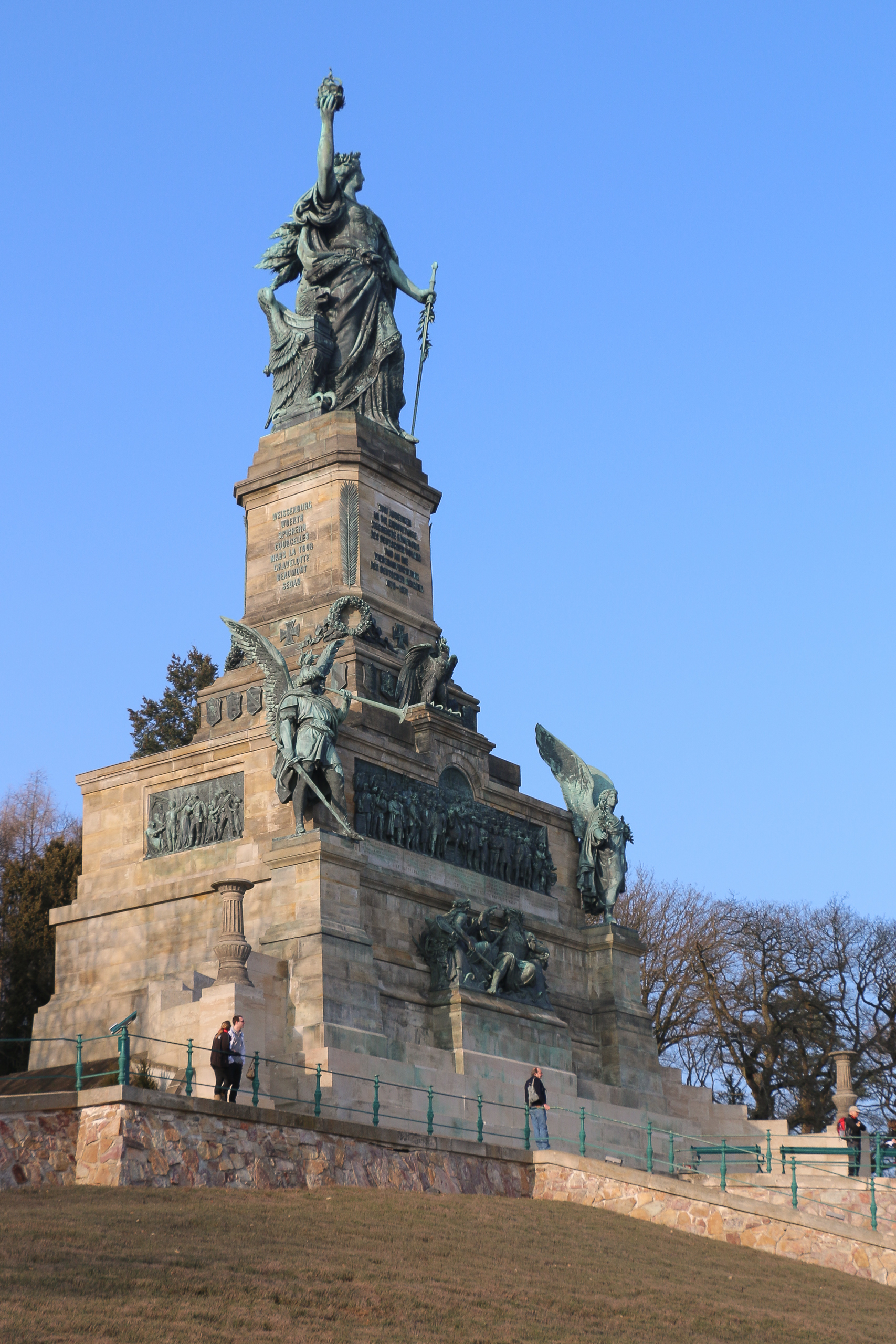
Nhìn từ phía Tây-Nam.
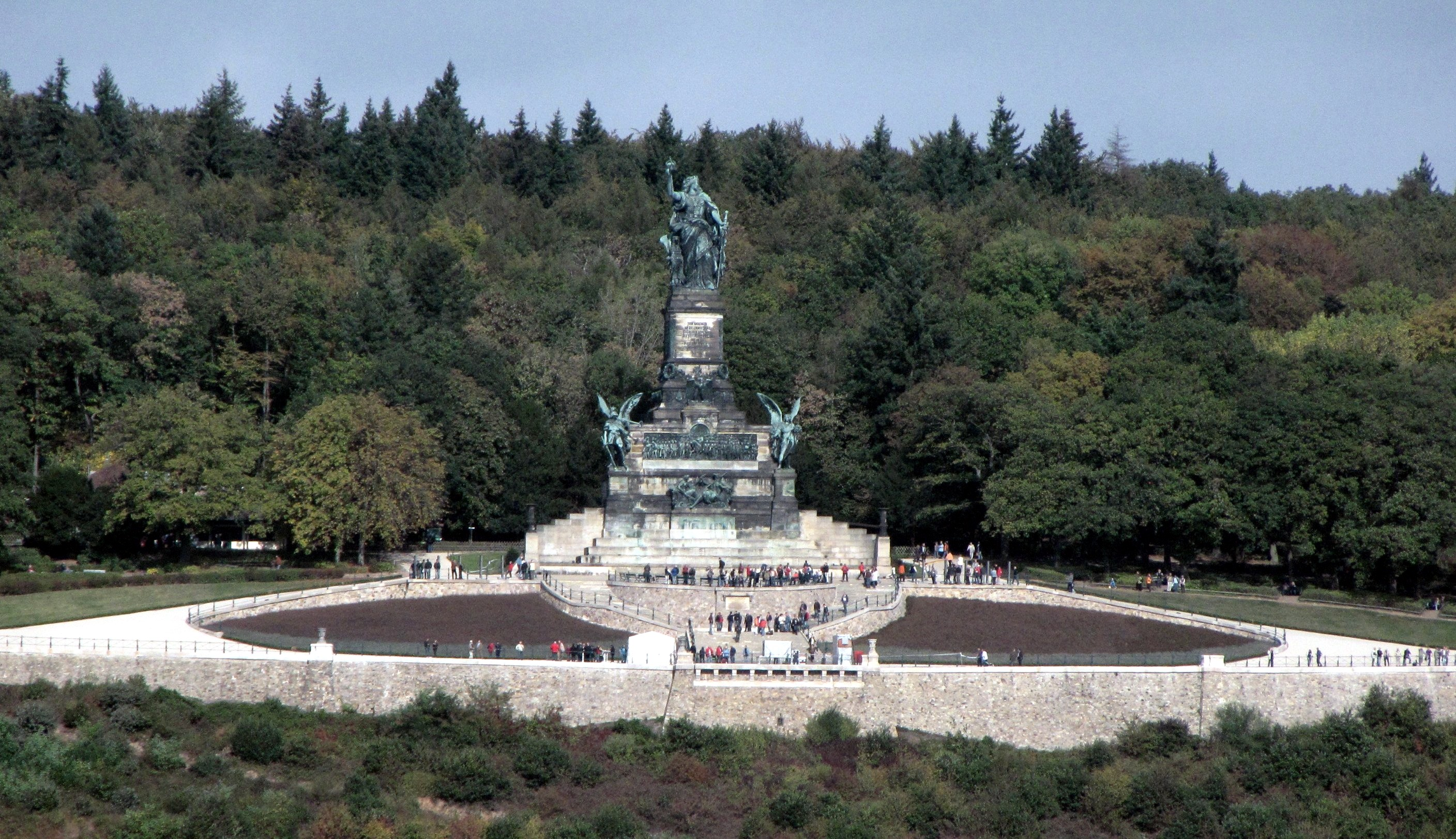
Đài tưởng niệm Niederwald 2009
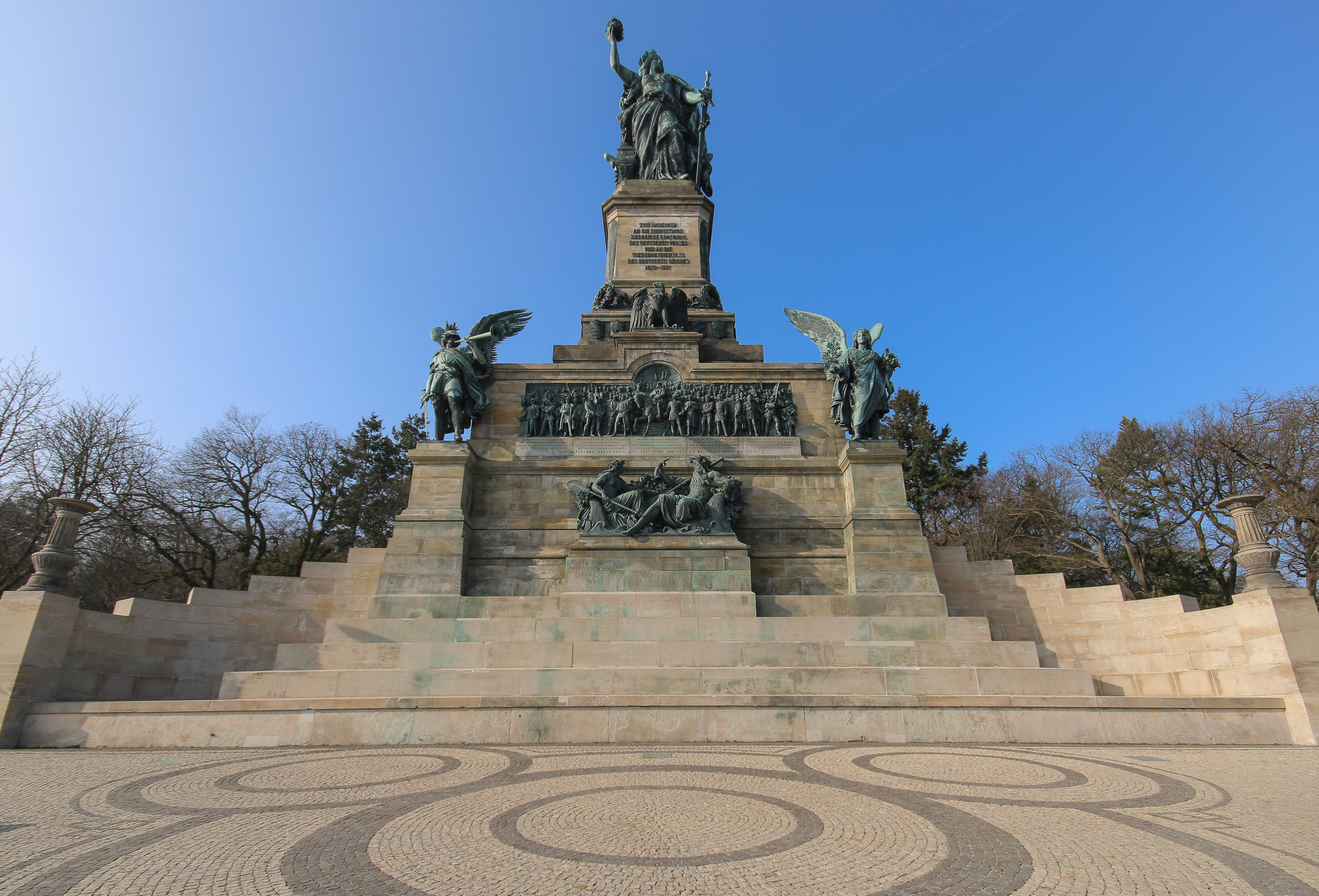
Tượng hòa bình.